# Хуслапенья
Хуслапенья, Чулапайн (ісп. Juslapeña (офіційна назва), баск. Txulapain) — муніципалітет в Іспанії, у складі автономної спільноти Наварра. Населення — 569 осіб (2009).
Муніципалітет розташований на відстані близько 320 км на північний схід від Мадрида, 7 км на північний захід від Памплони.
На території муніципалітету розташовані такі населені пункти: (дані про населення за 2009 рік)
- Арістрегі: 25 осіб
- Бельсунсе: 57 осіб
- Беорбуру: 23 особи
- Гарсіріайн: 38 осіб
- Ларрайос: 19 осіб
- Маркалайн: 67 осіб
- Навас: 48 осіб
- Нуїн: 51 особа
- Ольякаріскета: 102 особи
- Осакар: 32 особи
- Осінага: 29 осіб
- Унсу: 38 осіб
- Усі: 40 осіб

## Демографія
Динаміка населення (INE ):

## Галерея зображень

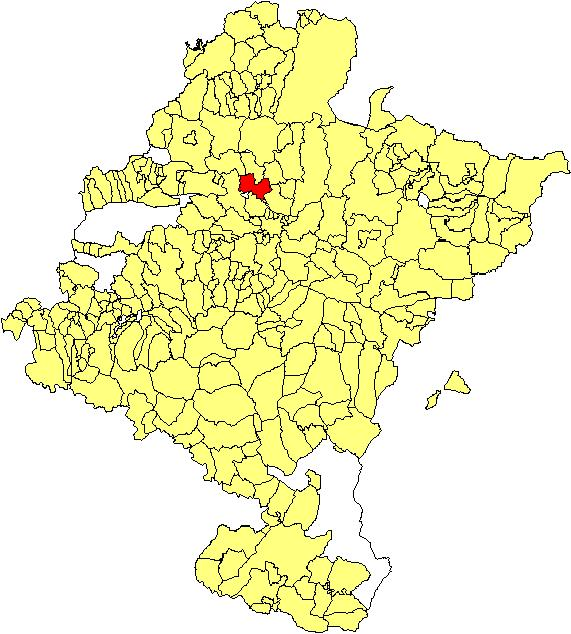
Розташування муніципалітету